# Branch
『Branch』（ブランチ）は、ゲームブランド、Keyから発売されたパソコンゲーム『Rewrite』のアレンジアルバム。コミックマーケットで販売されたKeyセットに付属した。全8曲ある内5曲がボーカルアレンジされている。

## 収録曲
1. 旅
作曲：麻枝准、編曲：井内啓二
2. Fertilizer
作詞：竜騎士07、作曲：折戸伸治、編曲：MANYO、歌：mao
  - 同名BGM「Fertilizer」をボーカルアレンジしたものである。
3. ニリンソウ
作曲：細井聡司、編曲：桐岡麻季
4. Little Forest
作詞・歌：やなぎなぎ、作曲：井内舞子、編曲：桐岡麻季
  - 「深層森林」をボーカルアレンジしたものである。
5. Orbita
作詞・編曲：MANYO、英訳詞：綾菓、作曲：井内舞子、歌：Annabel
  - 「Potted One」をボーカルアレンジしたものである。
6. 過日燐歌
作詞：都乃河勇人、作曲：水月陵、編曲：坂本英城、歌：mao
  - 「散花」をボーカルアレンジしたものである。
7. 大地 - Radiance
作曲：細井聡司、編曲：坂本英城
8. Reply
作詞・歌：やなぎなぎ、作曲：折戸伸治、編曲：井内啓二
  - 同名BGM「Reply」をボーカルアレンジしたものである。